# Möte
|  | Wiktionary har en ordboksartikel om möte. |

Ett möte är ett tillfälle då flera människor träffar (möter) varandra. Det sker ofta för att inhämta kunskap, diskutera, och kanske besluta om något.
Det finns flera olika former av möten:
- Sammanträde –  en formell sammankomst, ofta där man fattar beslut
  - Årsmöte – ett sammanträde som hålls en gång per verksamhetsår
- Möte (religiöst) – en kristen sammankomst inom delar av väckelserörelsen/frikyrkan
- E-möte – ett möte (sammankomst) som hålls utan att deltagarna samlas i samma utrymme
- Townhall-möte – en mötesform med rötter i Nordamerika där politiker möter sina väjare för att diskutera ämnen

Vid mer formella möten kan en eller flera mötesfunktionärer behövas:
- Mötesordförande – den som leder ett möte och fördelar ordet
- Mötessekreterare – den som för protokoll vid ett möte
- Rösträknare

Ett mötesprotokoll, eller minnesanteckningar, som beskriver ett genomfört sammanträde kan hjälpa deltagarna att komma ihåg vad som har sagts och kan användas för att informera berörda parter som inte var närvarande på mötet.